# Jesse Williams (giocatore di football americano)
Jesse Williams (Thursday Island, 2 novembre 1990) è un giocatore di football americano australiano che gioca nel ruolo di defensive tackle per i Seattle Seahawks della National Football League (NFL). Fu scelto nel corso del quinto giro (137º assoluto) del Draft NFL 2013 dai Seahawks .Al college ha giocato a football all’Università dell'Alabama vincendo due campionati NCAA.

## Carriera professionistica

### Seattle Seahawks
Williams fu scelto nel corso del secondo giro del Draft 2013 dai Seattle Seahawks. Dopo due annate in cui fu tormentato da infortuni alle ginocchia, il 19 maggio 2015 i Seahawks annunciarono che Williams si sarebbe sottoposto ad un intervento chirurgico per rimuovere un tumore maligno.

## Palmarès

### Franchigia
- Super Bowl : 1

Seattle Seahawks: Super Bowl XLVIII
- National Football Conference Championship: 2

Seattle Seahawks: 2013, 2014

## Statistiche
| Partite totali      | 0 |
| Partite da titolare | - |
| Tackle              | - |
| Sack                | - |
| Intercetti          | - |